# Martin Maryland
Martin Model 167 Maryland (tovarniška oznaka XA-22) je bil lahki izvidniški bombnik, ki ga je razvil ameriški Glenn L. Martin Company v poznih 1930ih. Med 2. svetovno vojno so ga uporabljale britanske Kraljeve letalske sile (RAF), Francoske letalske sile (Armée de l'Air) in Francoska mornarica (Aeronavale).

## Specifikacije (Maryland Mk I)
Splošne karakteristike
- Posadka: 3
- Dolžina: 46 ft 8 in (14,2 m)
- Razpon kril: 61 ft 4 in (18,7 m)
- Višina: 16 ft 3 in (5,0 m)
- Površina kril: 537 ft² (49,9 m²)
- Teža praznega letala: 10586 lb (4802 kg)
- Naložena teža: 15297 lb (6939 kg)
- Maks. vzletna teža: 16809 lb (7624 kg)
- Pogon letala: 2 ×  zvezdasti motor Pratt & Whitney R-1830-S1C3-G "Twin Wasp", 1050 KM (900 kW)  vsak
- Propelerji: 10 ft 11 in (3,3 m) Hamilton Standard 3T50 trikraki propelerja s konstantnimi vrtljaji
- Kapaciteta goriva: 2336 littrov

 Zmogljivost 
- Maks. hitrost: 304 mph (489 km/h) na višini 13000 ft (3962 m)
- Potovalna hitrost: 248 mph (399 km/h)
- Doseg: 1300 milj (2100 km)
- Višina leta: 29500 ft (8991 m)
- Hitrost vzpenjanja: 2400 ft/min (12 m/s)
- Obremenitev kril: 28,5 lb/ft² (139,1 kg/m²)
- Razmerje moč/teža: 0,157 KM/lb (259 W/kg)

Oborožitev

- Strelno orožje: 4 x .303 (7.7 mm) Browning Mk II strojnice, 1 × .303 in (7.7 mm) Vickers K strojnica
- Bombe: Do 907 kg bomb